# Балаж Николов
Балаж Николов (на унгарски: Nikolov Balázs) е унгарски футболист от български произход, защитник, състезател на Вашаш. Бивш национал на Унгария.

## Биография
Николов е роден в Бонхад. Той е от български произход.

## Спортна кариера

### Дебрецен
На 1 май 2012 г. печели купата на Унгария като на финала побеждава МТК (Будапеща) след дузпи. На 12 май спечелва Първа унгарска футболна лига|унгарското първенство.

## Национален отбор
Играл е в три срещи на мъжкия национален тим на Унгария.